# Anna Pfeffer
Anna Pfeffer (Kaposvár, 31 de agosto de 1945) es una deportista húngara que compitió en piragüismo en la modalidad de aguas tranquilas.
Participó en tres Juegos Olímpicos de Verano entre los años 1968 y 1976, obteniendo un total de tres medallas: dos de plata y una de bronce. Ganó cuatro medallas en el Campeonato Mundial de Piragüismo entre los años 1966 y 1973, y dos medallas en el Campeonato Europeo de Piragüismo de 1969.

## Palmarés internacional
| Juegos Olímpicos   | Juegos Olímpicos          | Juegos Olímpicos  | Juegos Olímpicos |
| Año                | Lugar                     | Medalla           | Evento           |
| ------------------ | ------------------------- | ----------------- | ---------------- |
| 1968               | Ciudad de México (México) | Medalla de plata  | K2 500 m         |
| 1972               | Múnich (RFA)              | Medalla de bronce | K1 500 m         |
| 1976               | Montreal (Canadá)         | Medalla de plata  | K2 500 m         |
| Campeonato Mundial |                           |                   |                  |
| Año                | Lugar                     | Medalla           | Evento           |
| 1966               | Berlín Oriental (RDA)     | Medalla de bronce | K2 500 m         |
| 1971               | Belgrado (Yugoslavia)     | Medalla de oro    | K2 500 m         |
| 1973               | Tampere (Finlandia)       | Medalla de bronce | K2 500 m         |
| 1973               | Tampere (Finlandia)       | Medalla de plata  | K4 500 m         |
| Campeonato Europeo |                           |                   |                  |
| Año                | Lugar                     | Medalla           | Evento           |
| 1969               | Moscú (URSS)              | Medalla de bronce | K1 500 m         |
| 1969               | Moscú (URSS)              | Medalla de plata  | K2 500 m         |